# Jakob Arminije
Jakob Arminije (10. oktobar, 1560 – 19. oktobar 1609), latinizovano ime od Jakob Hermancun, bio je holandski teolog iz epohe protestantske reformacije čiji stavovi su postali osnova arminijanizma i holandskog remonstrantskog pokreta. On je služio od 1603 kao profesor teologije na Univerzitetu u Lajdenu i napisao je mnogštvo knjiga i rasprava u oblasti teologije.
Nakon njegove smrti, njegov izazov reformisanom standardu, Belgijska ispovest, podstakao je bogate diskusije na Dortskom sinodu, što je oblikovalo pet tačaka kalvinizma u responsu na Arminijeva učenja.

## Mladost
Arminije je rođen 1559. ili 1560. u Oudevateru u provinciji Utreht. On je veoma rano postao orfan. Njegov otac Herman, proizvođač oružja, umro je ostavivši za sobom udovicu sa malom decom. On nikada nije upoznao svog oca, dok je njegova majka poginula tokom Španskog masakra u Oudevateru 1575. godine.
Dete je usvojio Teodor Amilij, sveštenik sklon protestantizmu. Oko 1572. (godine kada su pobunjenici osvojili Oudevater), Arminije i Amilij su se nastanili u Utrehtu. Mladi Jakob je tamo studirao, verovatno u Hironimus školi. Nakon Amilijeve smrti (1574. ili 1575. godine), Arminije se upoznao sa matematičarem Rudolfom Sneliusom, takođe iz Oudevatera. Potonji je Arminija doveo u Marburg i omogućio mu da studira na Lajdenskom univerzitetu, gde je on predavao. Godine 1576. Arminije je registrovan kao student slobodnih umetnosti na novootvorenom Univerzitetu Lajden.

## Teološke studije i sveštenstvo
Arminije je studirao u Lajdenu od 1576 do 1582. Mada se on upisao kao student u liberalnih umetnosti, bio je u mogućnosti da stekne i obrazovanje iz teologije. Njegovi učitelji teologije su bili kalvinista Lambert Danaus, hebrejski učenjak Johan Drusius, Gojlaum Fegurajus (ili Fegures, umro 1613. godine) i Johan Kolman. Kolman je u današnje vreme poznat po stavovima da je prevelika naglašenost Božjeg suvereniteta u visokom kalvinizmu učinila Boga „tiraninom i dželatom”. Iako je Lajdenski univerzitet bio solidno reformisan, bili su prisutni uticaji luteranskog, zvinglijskog i anabaptističkog stanovišta pored kalvinizma. Jedan lajdenski pastor (Kaspar Kolhas) tvrdio je, nasuprot Kalvinu, da su civilne vlasti nadležne u nekim crkvenim poslovima, da je pogrešno kažnjavati i pogubiti jeretike, i da bi se luterani, kalvinisti i anabaptisti mogli ujediniti oko osnovnih načela. Astronom i matematičar Vilebrord Snelius koristio je ramističku filozofiju u nameri da ohrabri svoje studente da istraju u potrazi za istinom bez preteranog oslanjanja na Aristotela. Pod uticajem ovih ljudi, Arminije je sa uspehom studirao i tako je verovatno započeo njegov razvoj u polju teologije, što će kasnije dovesti u pitanje dominantnu reformističku teologiju Žana Kalvina. Uspeh koji je ostvario u svojim studijama motivisao je Amsterdamski trgovački ceh da finansira naredne tri godine njegovih studija.
Godine 1582, Arminije je počeo da studira kod Teodora Beze u Ženevi. On se našao pod pritiskom zbog korišćenja ramističkih filozofskih metoda, koje je poznavao još iz svog Lajdenskog perioda. Arminiju je javno zabranjeno da predaje ramisku filozofiju. Usled ove teške situacije, on se preselio u Bazel da bi nastavio studije.
Tamo se nastavio da se odlikuje kao izuzetan učenik. Godine 1583. Arminije je razmišljao o povratku u Ženevu kada mu je teološki fakultet u Bazelu spontano ponudio doktorat.  On je odbio počast zbog svoje mladosti (imao je oko 24 godine) i vratio se u školu u Ženevi kako bi završio svoje školovanje u Ženevi pod Bezom.

## Napomene
1. ↑  Isto tako je poznat kao Jakob Herman i po anglikovanim imenima Jakob Arminije i Džejms Arminije.

## Literatura
- Arminius, Jacobus (1825). The Works of James Arminius, D. D., Formerly Professor of Divinity in the University of Leyden: To which are Added Brandt's Life of the Author, with Considerable Augmentations, Numerous Extracts from His Private Letters, a Copious and Authentic Account of the Synod of Dort and Its Proceedings, and Several Interesting Notices of the Progress of His Theological Opinions in Great Britain and on the Continent (на језику: енглески). Volume 1. Превод: James Nichols. Longman, Hurst, Rees, Orme, Brown and Green.
- Arminius, Jacob (1853a).  Nichols, James; Bagnall, WR, ур. The Works of James Arminius, DD, Formerly Professor of Divinity in the University of Leyden (на језику: енглески). I. Buffalo, NY: Derby, Miller, & Orton.
- Ballor, Jordan J.; Sytsma, David; Zuidema, Jason (2013). Church and School in Early Modern Protestantism: Studies in Honor of Richard A. Muller on the Maturation of a Theological Tradition (на језику: енглески). Brill. ISBN 978-90-04-25829-7.
- Bangs, Carl (1985). Arminius: a study in the Dutch Reformation (на језику: енглески). F. Asbury Press. ISBN 978-0-310-29481-8.
- Bangs, Carl (1986). The Works of James Arminius (на језику: енглески). Grand Rapids, MI.: Baker Books. стр. 130—136, 150—152.
- Brandt, Kaspar (1854). The Life of James Arminius (на језику: енглески). London: Ward and Co.
- Chisholm, Hugh, ур. (1911). „Arminius, Jacobus”.  (на језику: енглески). 2 (11 изд.). Cambridge University Press.
- Gonzalez, Justo L. (1983). A History of Christian Thought (на језику: енглески). 3. Nashville: Abingdon Press. ISBN 0-687-17178-4.
- Grotius, Hugo (1995).  Rabbie, Edwin, ур. Hugo Grotius, Ordinum Hollandiae AC Westfrisiae Pietas (1613): Critical Edition with English Translation and Commentary (на језику: енглески). Brill. ISBN 90-04-10385-6.
- Israel, Jonathan (1995). The Dutch Republic: Its Rise, Greatness and Fall, 1477–1806 (на језику: енглески). Oxford: Oxford University Press. ISBN 0-19-873072-1.
- Kooi, Christine (2000). Liberty and Relligion: Church and State in Leinden's Reformation, 1572-1620 (на језику: енглески). Brill. ISBN 90-04-11643-5.
- Latourette, Kenneth Scott (1975). A History of Christianity (на језику: енглески). II. San Francisco: HarperSanFrancisco. ISBN 0-06-064953-4.
- MacCulloch, Diarmaid (2005). The Reformation (на језику: енглески). Penguin Books. ISBN 978-0-14-303538-1.
- McGrath, Alister E. (2006). Christian Theology: An Introduction (на језику: енглески). Wiley. ISBN 978-1-4051-5360-7.
- Meij-Tolsma, Marijke (2009). „Introduction”. Arminius, Arminianism, and Europe: Jacobus Arminius (1559/60–1609) (на језику: енглески). Leiden: Brill. ISBN 9004178872.
- Olson, Roger E. (1999). The Story of Christian Theology: Twenty Centuries of Tradition Reform (на језику: енглески). InterVarsity Press. ISBN 978-0-8308-1505-0.
- Picirilli, Robert E. (2002). Grace, Faith, Free Will: Contrasting Views of Salvation (на језику: енглески). Nashville: Randall House. ISBN 0-89265-648-4.
- Schaff, Philip (1877). „§65 The Arminian Controversy (AD1604-1619)”. The Creeds of Christendom: With a History and Critical Notes (на језику: енглески). Volume 1. Harper.
- Schaff, Phillip; Herzog, Jakob (1951). „Jacobus Arminius”. The New Schaff-Herzog Encyclopedia of Religious Knowledge (на језику: енглески). 1. Grand Rapids: Baker.[мртва веза]
- Schaff, Phillip; Herzog, Jakob (1953). „Gomarus (Gomar], Franciscus”. The New Schaff-Herzog Encyclopedia of Religious Knowledge (на језику: енглески). 5. Grand Rapids: Baker.
- Sierhuis, Freya (2015). The Literature of the Arminian Controversy (на језику: енглески). Oxford: Oxford University Press. стр. 36.
- Stanglin, Keith D. (2007). Arminius on the Assurance of Salvation: The Context, Roots, and Shape of the Leiden Debate, 1603-1609 (на језику: енглески). Brill. ISBN 90-04-15608-9.
- Pinson, J. Matthew (2003). „Will the Real Arminius Please Stand Up? A Study of the Theology of Jacobus Arminius in Light of His Interpreters” (PDF). Integrity: A Journal of Christian Thought (на језику: енглески). 2: 121—139.
- Witt, William Gene (1993). Creation, redemption and grace in the theology of Jacob Arminius. (PhD) (на језику: енглески). University of Notre Dame.
- Arminius, Jacob (1853b).  Nichols, James; Bagnall, WR, ур. The Works of James Arminius, DD, Formerly Professor of Divinity in the University of Leyden (на језику: енглески). II. Buffalo, NY: Derby, Miller, & Orton.
- Arminius, Jacob (1853c).  Nichols, James; Bagnall, WR, ур. The Works of James Arminius, DD, Formerly Professor of Divinity in the University of Leyden (на језику: енглески). III. Buffalo, NY: Derby, Miller, & Orton.
- Forlines, F. Leroy (2011). Classical Arminianism: The Theology of Salvation (на језику: енглески). Nashville: Randall House. ISBN 978-0-89265-607-3.
- Leeuwen, Theodoor Marius van (2009). Arminius, Arminianism, and Europe: Jacobus Arminius (1559/60–1609) (на језику: енглески). Boston: Brill. ISBN 978-90-04-17887-8.
- Olson, Roger E. (2006). Arminian Theology: Myths and Realities (на језику: енглески). Downers Grove, IL: IVP Academic. ISBN 0-8308-2841-9.
- Stanglin, Keith D.; McCall, Thomas H. (2012). Jacob Arminius: Theologian of Grace (на језику: енглески). Oxford: Oxford University Press. ISBN 978-0-19-975567-7.

## Spoljašnje veze
- Reasoner, Vic, Arminius: The Scapegoat of Calvinism
- Jakob Arminije на веб-сајту MGP (језик: енглески)